# 程士伟
程士伟，广东南海（今广东广州）人，是一名清朝政治人物。
程士伟曾于1823年接替谭霖任金山县知县一职，1830年由姚云升接任。